# Геометрическая теория групп
Геометрическая теория групп — область математики, изучающая конечно-порождённые группы с помощью связей между их алгебраическими свойствами и топологическими и геометрическими свойствами пространств, на которых такие группы действуют, либо самих групп, рассматриваемых как геометрические объекты (что обычно делается рассмотрением графа Кэли и соответствующей словарной метрики). 
Геометрическая теория групп, как отдельная ветвь математики, появилась сравнительно недавно, и стала чётко выделяться в конце 1980-х-начале 1990-х. Геометрическая теория групп взаимодействует с маломерной топологией, гиперболической геометрией, алгебраической топологией, вычислительной теорией групп. 
Также она связана с теорией сложности, математической логикой, исследованием групп Ли и их дискретных подгрупп, динамическими системами, теорией вероятностей, K-теорией, и другими областями математики.

## История
Первым результатом в геометрической теории групп следует считать теорему Громова о группах полиномиального роста. 
В доказательстве впервые используется так называемая сходимость по Громову — Хаусдорфу.
Тем не менее основной шаг в формировании геометрической теории групп был сделан в статье Громова о гиперболических группах.
Приведённое в этой статье определение гиперболической группы дало наглядную геометрическую интерпретацию теории групп с малыми сокращениями.